# M.I.A.
M.I.A. (tàmil: மாதங்கி 'மாயா' அருள்பிரகாசம்)  (Hounslow, 18 de juliol de 1975) és una cantant anglesa d'origen tàmil (Sri Lanka). La seva música mescla elements de la música del seu país, la música electrònica, el hip-hop, el funk i l'indie, creant així un so urbà, tribal, multicultural amb lletres que parlen de política i realisme social.
L'any 2018 Steve Loveridge dirigeix un documental sobre la cantant tàmil anomenat Matangi/Maya/M.I.A que s'emporta el premi especial del jurat en la categoria World Cinema Documentary al Festival de Sundance.

## Biografia
Va néixer al municipi de Hounslow, Londres, filla de l'activista tàmil Arul Pragasam. Amb sis mesos la seva família va tornar a Sri Lanka. Quan esclatà la guerra civil se'n va anar a Madras, Índia. I finalment van emigrar a Londres.
Va donar-se a conèixer el 2004 gràcies a les descàrregues dels seus dos senzills Galang i Sunshowers a Internet. El 2005 va publicar el seu primer àlbum Arular. El 2007 el segon, Kala, que ha sigut el major èxit. El 2008 va fundar el seu propi disc discogràfic, N.E.E.T. I el 2010 va publicar el seu tercer disc Maya.

## Discografia

### Àlbums
- Arular (2005)
- Kala (2007)
- /\/\/\Y/\ (Maya) (2010)
- Matangi (2013)
- AIM (2016)

### Singles
Arular
- Galang (2003)
- Sunshowers (2004)
- Galang (Reedició) (2004)
- Bucky Done Gun (2005)
- Galang '05 (2005)

Kala
- Bird Flu (2006)
- Boyz (2007)
- Jimmy (2007)
- Paper Planes (2007)

Maya
- Born Free (2010)
- XXXO (2010)
- Steppin' Up (2010)
- Teqkilla (2010)
- Tell me why (2010)
- It takes a muscle (2010)